# Телест (царь Коринфа)
Телест (греч. Τελέστης; около 840—779 до н. э., Коринф) — последний коринфский царь, сын Аристодема, правивший в VIII веке до н. э. (согласно Евсевию, в 792—779 годах до н. э.) и умерший насильственной смертью. В детстве после смерти отца (833 год по датировке Евсевия) был лишен власти своим дядей и опекуном Агемоном. Позже убил царя Александра (вероятно, сына Агемона) и пришёл к власти. Был убит своими родственниками Ариеем и Перантом.